# Brodiaea californica
Brodiaea californica är en sparrisväxtart som beskrevs av John Lindley och Lem.. Brodiaea californica ingår i släktet Brodiaea och familjen sparrisväxter.
Artens utbredningsområde är Kalifornien.

## Underarter
Arten delas in i följande underarter:
- B. c. californica
- B. c. leptandra

## Bildgalleri

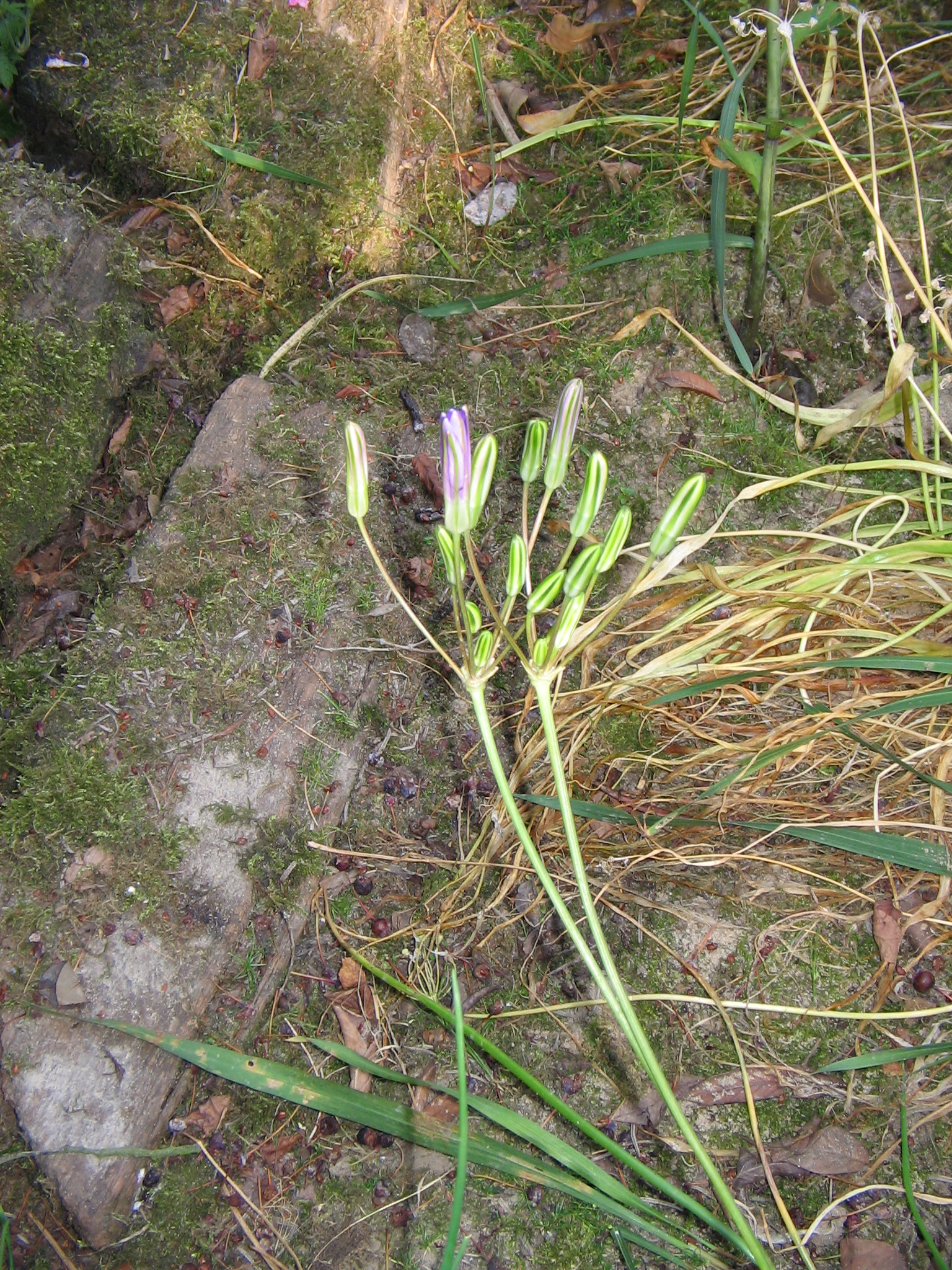
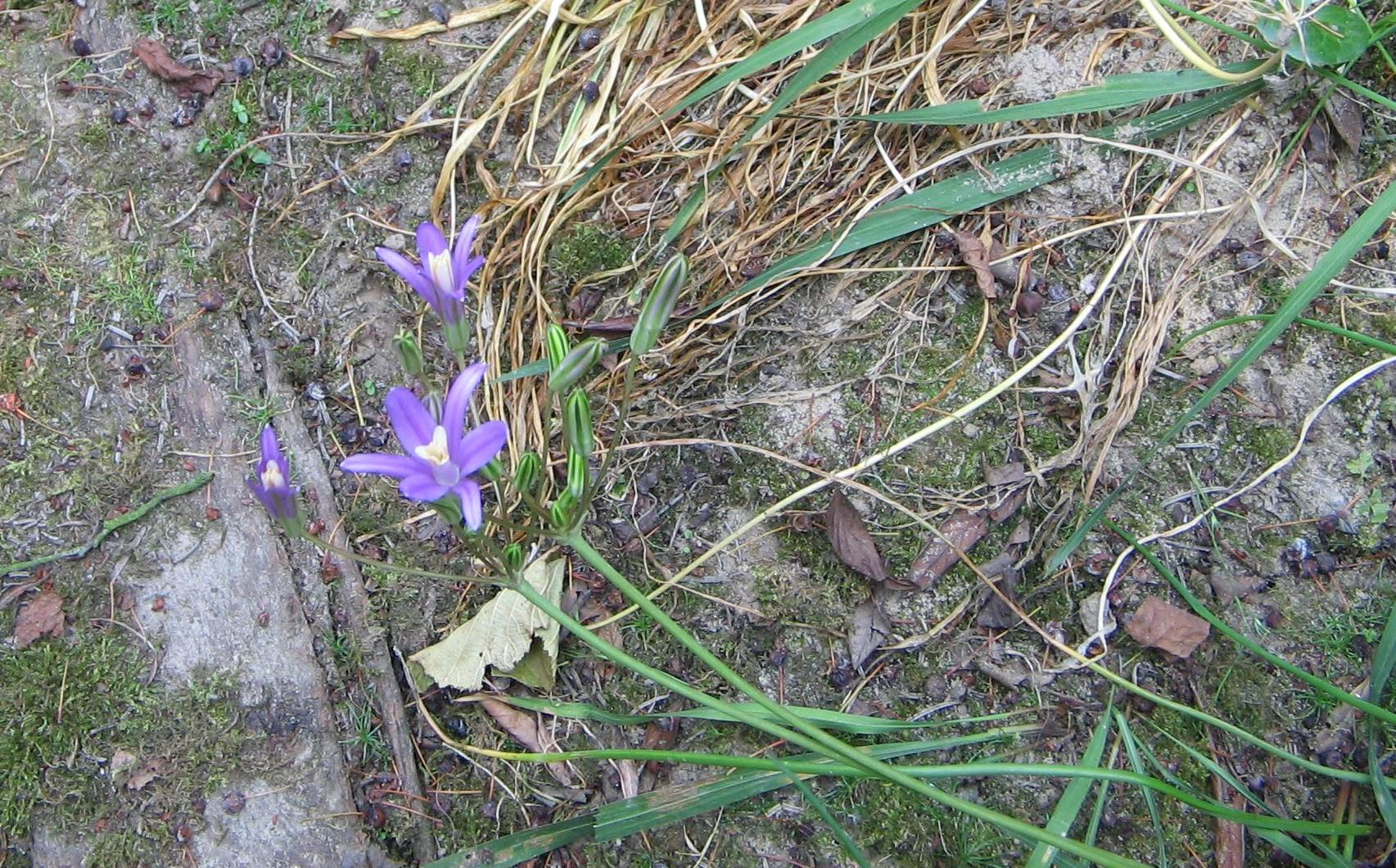
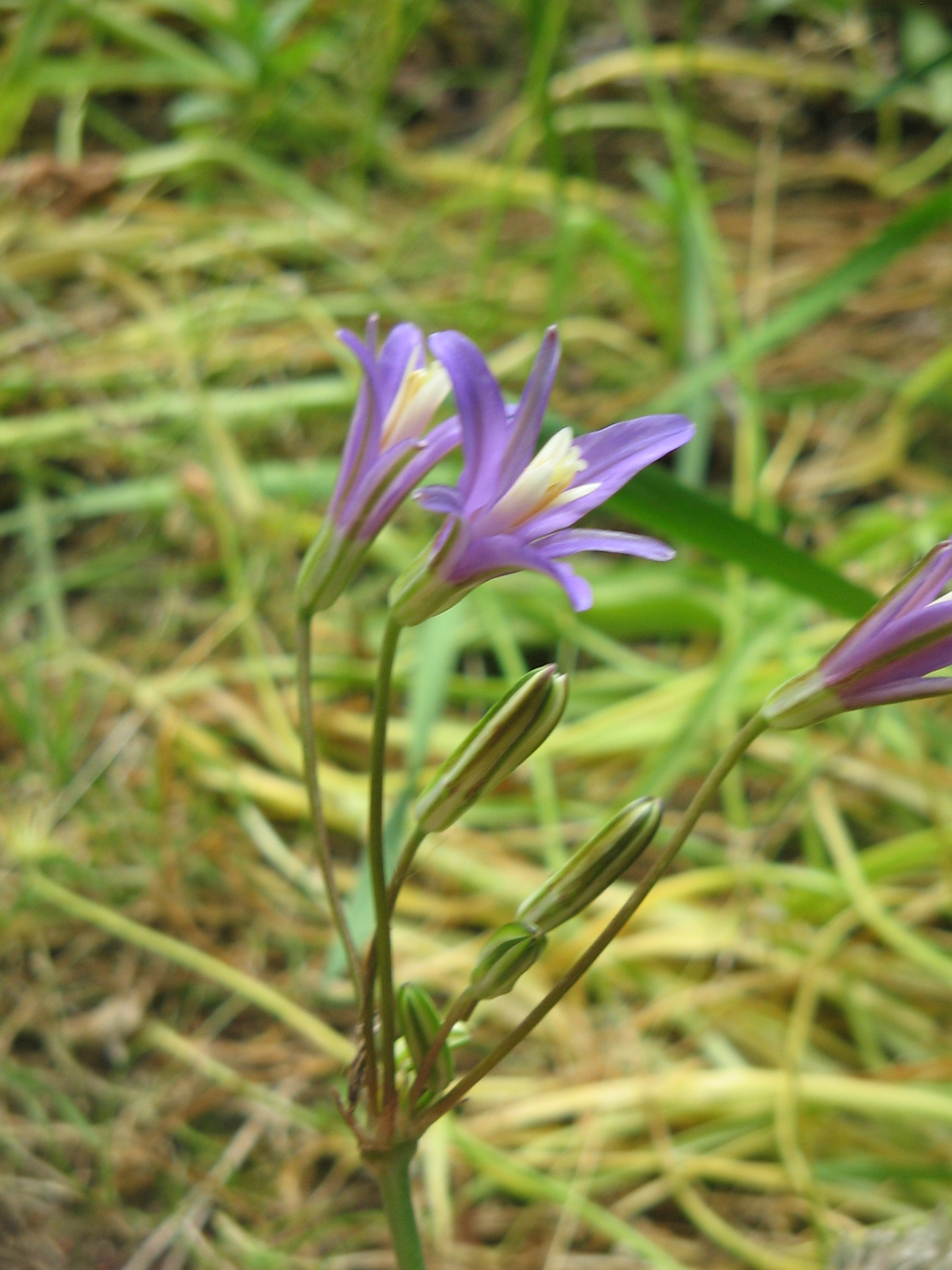
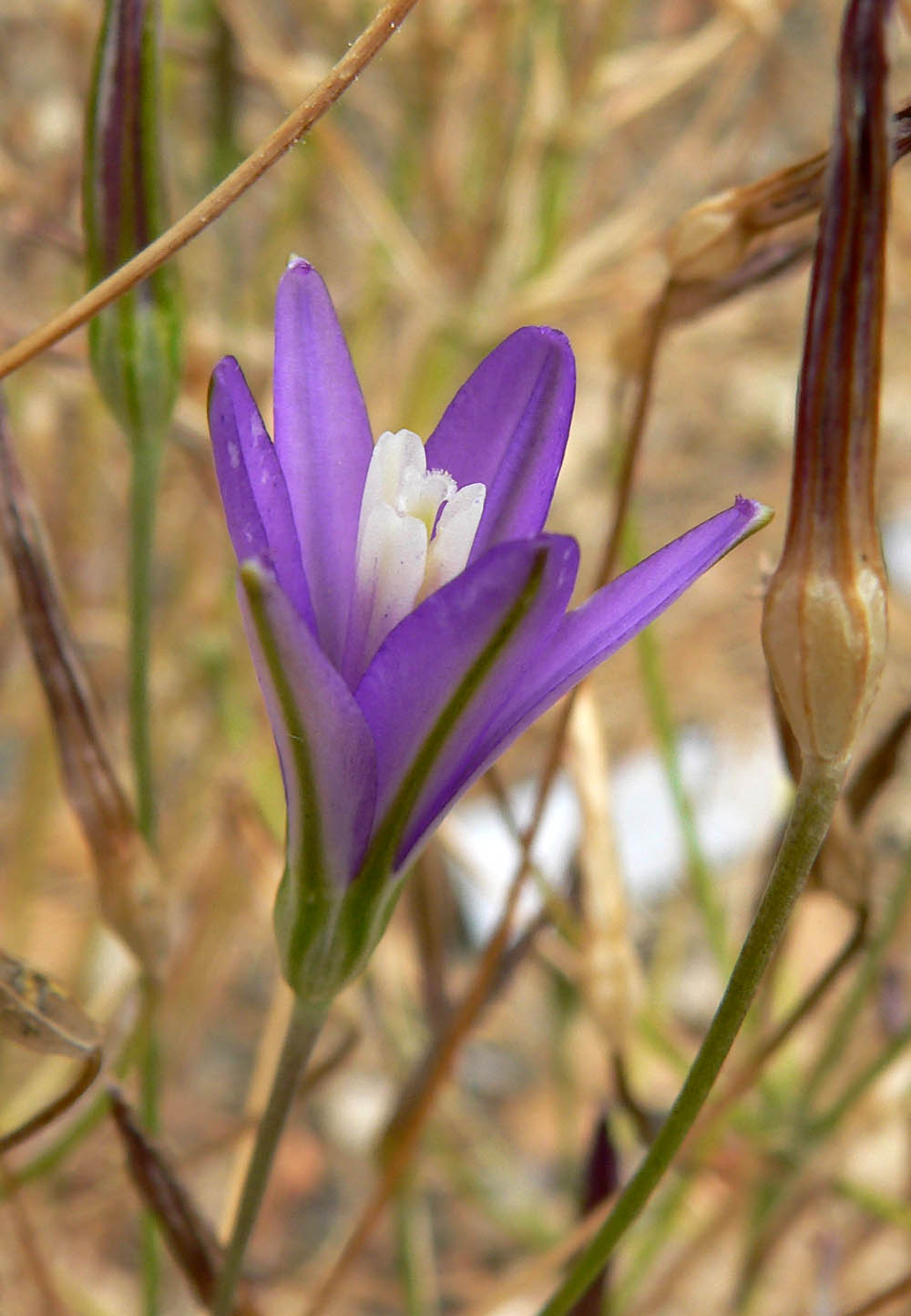
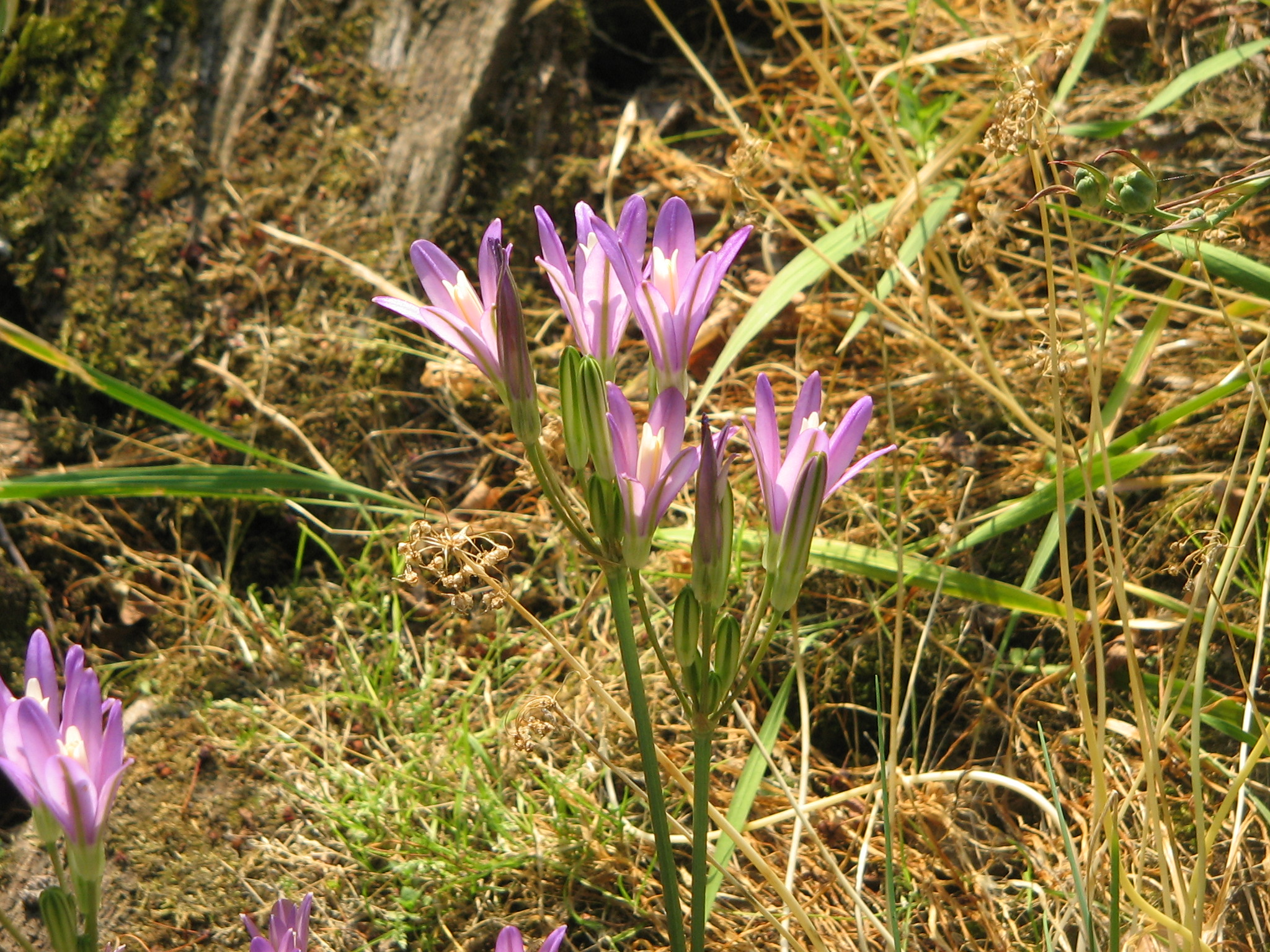
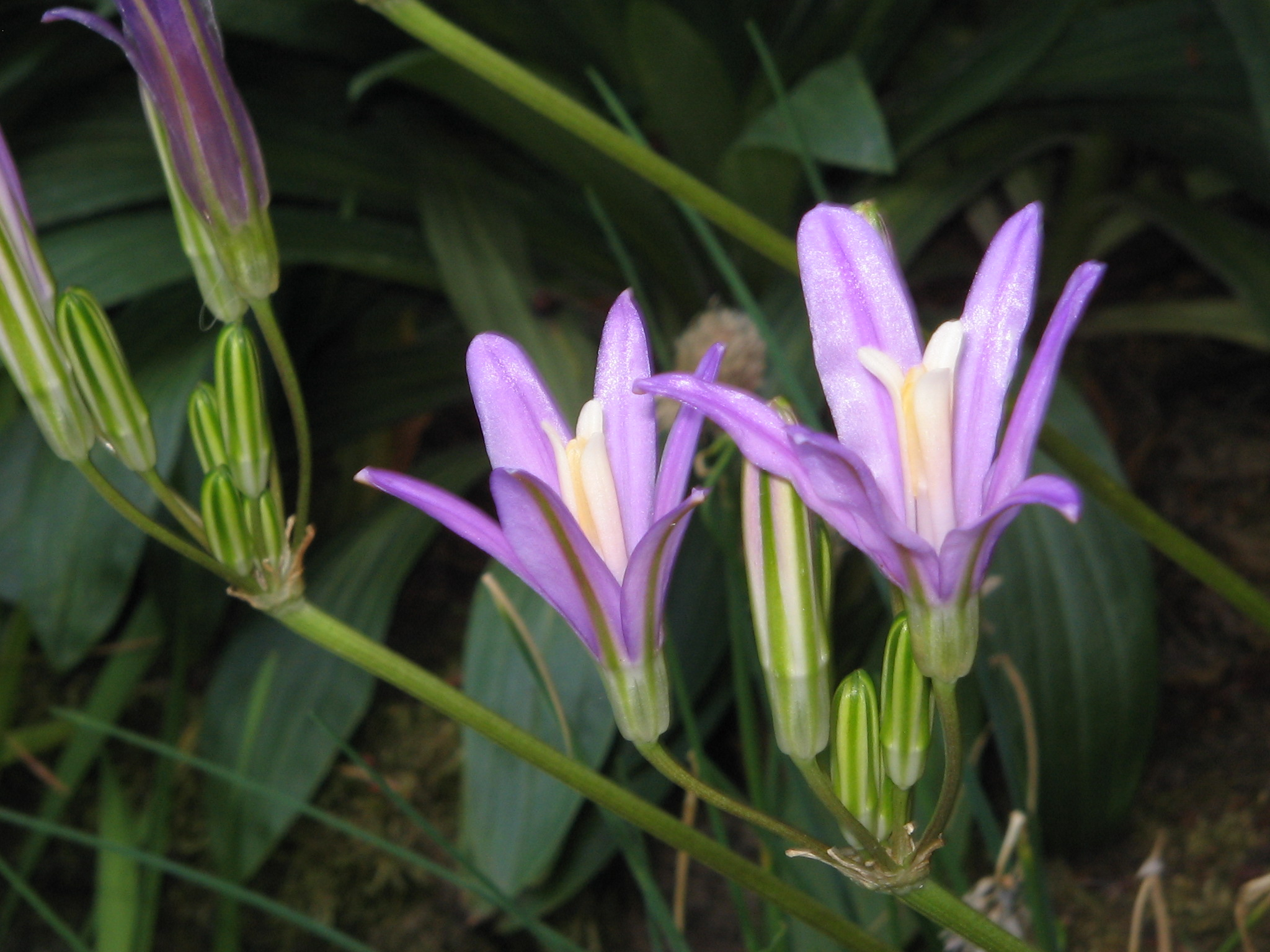